# Berta Ambrož
Berta Ambrož, née le 29 octobre 1944 à Kranj et morte le 1er juillet 2003 à Ljubljana, est une chanteuse slovène.
Elle est notamment connue pour avoir représenté la Yougoslavie au Concours Eurovision de la chanson 1966 à Luxembourg avec la chanson Brez besed.